# Фонд імені Роберта Боша

Головний офіс Фонду Роберта Боша, Штутгарт

Фонд імені Роберта Боша (нім. Robert Bosch Stiftung GbmH) — це німецький фонд, який володіє контрольним пакетом акцій компанії Robert Bosch GmbH, з доходів якої отримує фінансування. Фонд був створений відповідно до побажань Роберта Боша, який помер у 1942 році, і займається реалізацією та фінансуванням соціальних, культурних і наукових проєктів.

## Історія
У 1921 році, склавши свій заповіт, Роберт Бош заснував компанію Vermögensverwaltung Bosch GmbH та доручив її директорам протягом тридцяти років після його смерті вирішити, чи мають його акції в Robert Bosch GmbH бути передані до цієї структури. Бош помер у 1942 році, і передача акцій відбулася в 1964 році. У 1969 році назву компанії було змінено з Vermögensverwaltung Bosch на Robert Bosch Stiftung (укр. Фонд імені Роберта Боша). :1325
У 2007 році частка фонду у Robert Bosch GmbH становила приблизно 92% випущених акцій. Робота фонду фінансується за рахунок доходів з цієї компанії.  : 1325 

## Робота
Фонд займається як реалізацією, так і фінансуванням соціальних, культурних і наукових проєктів відповідно до побажань Роберта Боша. Щороку фонд реалізує близько 800 проєктів у науці, охороні здоров'я, освіті, культурі та міжнародних відносинах  : 1325 
Фонд керує лікарнею Роберта Боша в Штутгарті та науково-дослідним інститутом при лікарні — Інститутом клінічної фармакології ім. д-ра Марґарете Фішер-Бош (нім. Dr. Margarete Fischer-Bosch-Institut für Klinische Pharmakologie), який був заснований Марґарете Фішер-Бош у 1973 році.    
Фонд має чотири дочірні фонди: Hans-Walz-Stiftung, який фінансує натуропатичне лікування; Otto und Edith Mühlschlegel-Stiftung, для проєктів, пов’язаних зі старінням; DVA-Stiftung, для франко-німецьких культурних відносин; та Rochus und Beatrice Mummert Stiftung, який надає гранти на навчання студентам зі Східної Європи.  : 1325 
У 2014 році Фонд імені Роберта Боша заснував Академію Роберта Боша в Берліні — мультидисциплінарну установу, яка запрошує видатних громадських інтелектуалів і мислителів з усього світу стати стипендіатами Ріхарда фон Вайцзеккера в Берліні.
З 1964 по 2017 роки фонд виділив 1,6 мільярда євро на фінансування проєктів.  У 2017 році він надав грантів на суму 100,5 млн євро. 
Фонд імені Роберта Боша бере участь у модернізації німецької системи охорони здоров’я. Зокрема, він працює над розвитком невеликих медичних центрів. 
Щороку Фонд імені Роберта Боша вручає три премії за спільне виробництво фільмів молодими німецькими кінематографістами та їх партнерами з арабських країн. До 2015 року премія вручалася кінематографістам з Німеччини та Східної Європи. 
Між 1985 та березнем 2017 року Фонд імені Роберта Боша організовував премію Адельберта фон Шаміссо — літературну премію для «авторів, які пишуть німецькою мовою, і чия література зазнає впливу культурних змін». 
Фонд імені Роберта Боша є членом Мережі європейських фондів для інноваційного співробітництва (NEF) та Європейської асоціації філантропів Philea. 

## Діяльність в Україні
Фонд імені Роберта Боша реалізує в Україні свою діяльність у трьох ключових сферах: міжнародна освіта, медіація та культурний обмін між країнами. Одним із завдань проєктів, які підтримуються Фондом, є сприяння взаємному розумінню між українським і німецьким суспільствами. Наприклад, ініціатива «Ukraine Calling» була спрямована на професійний розвиток німецьких політиків, журналістів, економістів та інших фахівців, які прагнуть поглибити свої знання про Україну. Проєкт сприяв міждисциплінарній і міжсекторальній взаємодії представників обох країн, створюючи платформу для двостороннього співробітництва. Участь українських учасників у цьому проєкті мала два важливих аспекти: розширення власних знань та допомога німецьким партнерам у кращому розумінні української тематики..   
У 2022 році невдовзі після початку повномасштабного вторгнення Росії в Україну, Фонд оголосив про підтримку України та запуск Програми екстреної допомоги для України. У тому ж році Фонд імені Роберта Боша став однією з семи організацій, які зробили внесок до Фонду Солідарності з Україною в рамках німецької спілки MitOst, зібравши загалом 1 025 000 євро. Ці кошти були витрачені на придбання наборів невідкладної допомоги, захисного спорядження, сухого корму, обладнання для евакуації, а також сонячних електростанцій, рацій та ноутбуків.
Також у 2022 році фонд разом з іншими міжнародними благодійними організаціями та громадською організацією Alliance4Ukraine підтримали школу «Оптіма» грантом у розмірі 500 тис. євро. Це дозволило понад 100 000 українських школярів, зокрема й випускних класів, закінчити навчальний рік без втрат у навчанні та отримати відповідний документ про освіту.
У 2024 році фонд підтримав освітню програму ВІЛЬНО/VILNO для адаптації та реінтеграції до цивільного життя ветеранок та ветеранів російсько-української війни, які до служби працювали у культурному та освітньому секторах. Програму впроваджує громадська організація Інша Освіта.

## Зовнішні посилання
- Офіційний сайт